# بيتر لكس
بيتر لكس (بالألمانية: Peter Lux)‏ هو مدرب كرة قدم ولاعب كرة قدم ألماني في مركز الوسط، ولد في 4 أكتوبر 1962 في زالتسغيتر في ألمانيا. شارك مع منتخب ألمانيا الأولمبي لكرة القدم. أما مع النوادي، فقد لعب مع آينتراخت براونشفايغ ودينامو درسدن وفالدهوف مانهايم ونادي هامبورغ.

## وصلات خارجية
- بيتر لكس على موقع قاعدة بيانات كرة القدم.إي يو (الإنجليزية)
- بيتر لكس على موقع بيانات كرة القدم. دي إي (الألمانية)
- بيتر لكس على موقع عالم كرة القدم.نت (الإنجليزية)
- بيتر لكس على موقع أوليمبيديا (الإنجليزية)